# Mirage (OneRepublic)
Mirage è un singolo del gruppo musicale statunitense OneRepublic, pubblicato il 22 settembre 2023 come estratto dall'album in studio Artificial Paradise.

## Descrizione
Il brano è stato co-scritto dal frontman Ryan Tedder e rappresenta una collaborazione con Mishaal Tamer per Ubisoft, casa produttrice del videogioco Assassin's Creed Mirage. Alcune sezioni musicali presentano interpolazioni dalla colonna sonora del videogioco, composta da Brendan Angelides e Layth Sidiq.

## Tracce
1. Mirage – 2:13